# Квинт Племиније
Квинт Племиније (лат. Quintus Pleminius, до око 202. п. н. е.) је био римски војсковођа из периода Другога пунскога рата. Након освајања Локрија у Брутију Сципион Африканац му је поверио управу над градом. Његова војска починила је бројне злочине, пљачке, светогрђе и силовања у граду. Сципион Африканац га је био заштитио, па је Сенат послао комисију да испита цели случај. Племиније је због злочина смењен и затворен, а Сципион је ослобођен кривице.

## Освајање Локрија
Локрани, који су били протерани након Ханибаловога освајања Локрија, тражили су 205. п. н. е. од конзула Сципиона Афричкога помоћ за поновно преузимање контроле над својим градом. Сципион је одобрио њихов план и наредио је Квинту Племинију, пропретору у Регију, да им помогне у освајању Локрија. Квинт Племиније је са 3.000 војника из Регија и прогнаним Локранима успео уз помоћ издаје да заузме тврђаву у Локрију. Другу тврђаву држали су Картагињани, а становништво је стало на страну Римљана. Ханибал је дошао да помогне свом гарнизону, али долазак Сципиона Африканца са флотом и војском присилио је Ханибала и гарнизон из друге тврђаве на повлачење.

## Пљачке, силовања и светогрђа Племинијеве војске
Сципион Африканац је у Локрију оставио гарнизон под командом Квинта Пламинија. Погубио је главне кривце за одметање Локрија и вратио се у Месану на Сицилији. Квинт Племеиније се након Сципионовога одласка почео сурово понашати према грађанима Локрија, много горе од Картагињана. Почели су да пљачкају, чине злочине, силују жене. Нису се устручавали ни од пљачке храмова, тако да су опљачкали чак и ризницу храма Просерпине, што је представљало светогрђе највишега степена.

## Туча Племинијевих војника и римске регуларне војске
Квинт Племиније је имао врховно заповедништво у Локрију, а у граду је била његова војска, коју је довео из Регија, али и римска војска, под командом војних трибуна. Једном је између две војске избила свађа, око сребренога суда, који је украо Племинијев војник. Када су Племинијеви војници извукли дебљи крај у тучи са војском војних трибуна, онда је Квинт Племиније наредио да се војни трибуни скину и припреме за батинање. То је толико разбеснило војску војних трибуна, да су Квинту Племинију одсекли нос и уши и оставили га полумртвога.

## Дивљачко погубљење грађана и трибуна
Сципион Африканац је након тога инцидента дошао у Локри да формално испита шта се десило и оставио је Племинија да управља Локријем, а војне трибуне је прогласио кривим и оковао их је са циљем да се пошаљу у Рим. Сципион је погрешно поступио, најмање што се може рећи да је био нехуман, али у сваком случају није јасно зашто је Сципион учино такву глупост. Скалард је набројао разна могућа објашњења за такав Сципионов поступак. Након одласка Сципиона на Сицилију Племиније је одлучио да се свети, па је војне трибуне вукао и мучио до смрти. Слично дивљаштво показао је и према грађанима, који су се усудили да се жале Сципиону на његово понашање.

## Расправа у Сенату о Племинијевим злочинима
Локрани су се након тога жалили у Сенату на дивљачко понашање Племинија и његових војника. Они су рекли и да је Сципион Африканац након првих злочина окривио и оковао војне трибуне, а заштитио Квинта Племинија. Након тога у сенату се развила дискусија, а тај догађај је посебно искористио Сципионов политички непријатељ Фабије Максим Кунктатор, који се у то време оштро противио Сципионовим плановима о инвазији Африке. Фабије Максим је предложио резолуцију да се Племиније доведе у оковима у Рим и да одговара за своје поступке. Тражио је да се од скупштине тражи да Сципиона лише команде. Развила се жестока дебата у Сенату између Сципионових присталица и противника. На крају је победило мишљење Квинта Цецилија Метела, који је сматрао да је Квинт Племиније крив, а да Сципион није био присутан и да се његова кривица своди само на то што није казнио кривца.

## У затвору
Сенат је послао десеточлану комисију, на челу са претором Марком Помпонијем Матоном са циљем да испитају цели случај. Комисији су придодана и два народна трибуна и едила. Били су овлаштени да смене Сципиона у случају да се докаже да је крив, а овлаштени су и да смене и ухапсе Племинија. Тај случај је био од огромне важности, али права мета комисије је био Сципион Африканац, а не Племиније. Племиније је ухапшен и одузет је сав свети новац, који је нађен код њега и његових војника. Постојале су две верзије његовога хапшења. Локрани су изјавили да сматрју да злодела нису учињена по наређењу или уз сагласност Сципиона, тако да је Сципиону остао империј. Окованога Племинија и 32 војника послали су у Рим. Племиније је умро у затвору пре почетка суђења.